# 1,3-dioxepaan
1,3-Dioxepaan of 1,4-butaandiolformal is een derivaat van 1,4-butaandiol met als brutoformule C5H10O2. Het is een cyclisch acetaal. De stof komt voor als een ontvlambare vloeistof.

## Synthese
De stof ontstaat door de oxidatie van 1,4-butaandiol met formaldehyde in waterige oplossing, in aanwezigheid van 2% fosforzuur. Er vindt een condensatiereactie plaats waarin 1,4-butaandiolformal en een kleine hoeveelheid tetrahydrofuraan wordt gevormd.

## Toepassing
1,3-Dioxepaan wordt gebruikt als monomeer in bepaalde copolymeren. Tijdens de polymerisatie wordt de ring van 1,3-dioxepaan geopend. Het kan bijvoorbeeld met polyoxymethyleen reageren om een polymeer te verkrijgen dat betere thermische en mechanische eigenschappen heeft.